# 罗姆里 (埃纳省)
罗姆里（法語：Romery，法語發音：[ʁɔmʁi]）是法国上法蘭西大區埃纳省的一个市镇，属于韦尔万区。

## 地理
罗姆里（49°53'50"N, 3°43'28"E）面积3.96 平方千米，位于法国上法蘭西大區埃纳省，该省份为法国北部内陆省份，北起北部省，西接索姆省和瓦兹省，东临阿登省和马恩省，西南至塞纳-马恩省，东北部与比利时接壤。
与罗姆里接壤的市镇（或旧市镇、城区）包括：马尔济、普鲁瓦西、勒苏尔、维耶日法蒂。
罗姆里的时区为UTC+01:00、UTC+02:00（夏令时）。

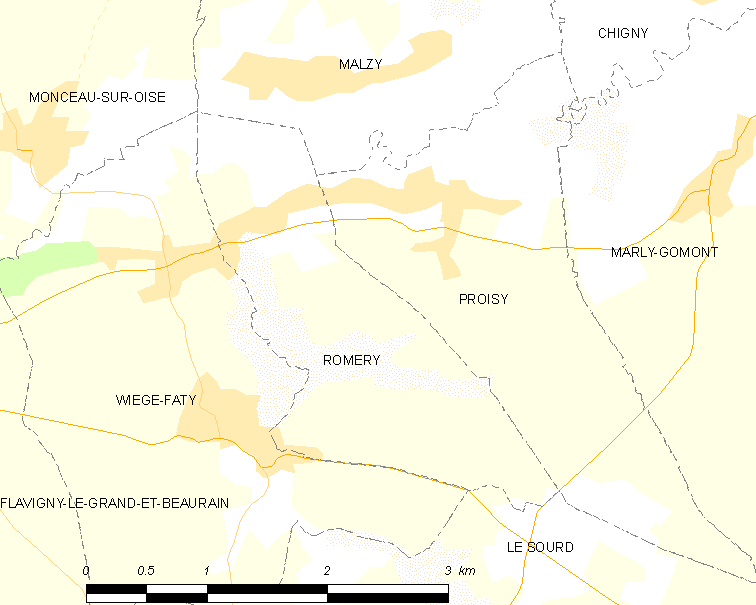
罗姆里的OSM定位图

## 行政
罗姆里的邮政编码为02120，INSEE市镇编码为02654。

## 政治
罗姆里所属的省级选区为吉斯县。

## 人口

1962-2008年间罗姆里人口变化图示

罗姆里于2022年1月1日时的人口数量为83人。